# Musement
Musement ist eine Online-Plattform für Aktivitäten, Touren, Museen, Events und Ausstellungen, die im März 2014 ins Leben gerufen wurde. Das Angebot konzentrierte sich zunächst auf Europa und wurde dann schrittweise auf den Rest der Welt ausgeweitet. Musement aggregiert Touren und Aktivitäten unterschiedlicher Drittanbieter und macht Tickets für Nutzer online buchbar. Tourenanbieter können auf Musement verschiedene Aktivitäten hochladen und verwalten. Das Angebot des Unternehmens ist über die Webseite, eine iOS- und Android-App verfügbar. Sobald Kunden eine Aktivität buchen, erhalten sie eine digitale Buchungsbestätigung oder ein elektronisches Ticket, das mobil gespeichert oder ausgedruckt werden kann. Das Unternehmen hat vier Hauptkonkurrenten in Aktivitäten-Markt, Viator (erworben von TripAdvisor), GetYourGuide (Berlin), Klook (Hongkong), und Peek.com (USA). Der Hauptsitz befindet sich in Mailand.

## Geschichte
Musement ist ein in Italien ansässiges Start-up, das Mitte 2013 gegründet wurde. Investoren sind seit September 2013: 360 Capital Partners, Italian Angels for Growth und andere Investoren. Im Jahr 2016 erhielt Musement 10 Millionen US-Dollar in der Serie B. Im Oktober 2017 übernahm Musement die Reiseplattform Triposo.
Im Jahr 2018 wurde Musement von der TUI AG übernommen und 2020 in den Konzern integriert, zum Geschäftsfeld TUI Musement.